# Hugo Carlberg
Carl David Hugo Carlberg, född 25 juni 1880 i Eksjö, död 15 januari 1943 i Vallsjö församling, Jönköpings län, var en svensk konstnär.
Carlberg utbildade sig vid konstakademin i Stockholm och i Paris, och har främst inriktat sig på landskap i friluftsbelysning, särskilt vårvintern, med motiv från Småland. Carlberg har också upptagit akvarellmåleri och utfört landskap i ett av honom själv uppfunnet "blandat" akvarellmanér. Carlberg är representerad vid Kalmar konstmuseum.
Han var gift med Maria Elisabet Lundgren (1888–1961).